# Fiordo de Torridon

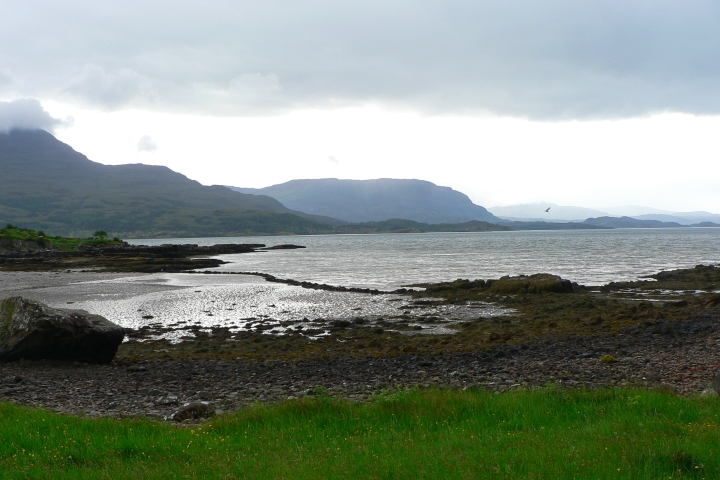
El fiordo de Torridon visto desde Torridon.

El fiordo de Torridon, o loch Torridon (en gaélico escocés, Loch Thoirbheartan), es un  fiordo situado en la costa occidental de Escocia (Reino Unido), en las Tierras Altas noroccidentales. El pueblo de Torridon está en la cabeza del fiordo, entre espectaculares montañas de la  sierra Torridon.
El fiordo es un estuario de origen glaciar de alrededor de 25 kilómetros de largo. Al norte están los pueblos de Redpoint, Craig, Diabeg (donde se filmó la película Loch Ness), Wester Alligin y Alligin Shuas. Al sur queda Shieldaig.
El fiordo Torridon es una importante piscifactoría de langostinos y mariscos y el propio estuario también alberga granjas de salmón y producción industrial de mejillones.
- Datos: Q1444234
- Multimedia: Loch Torridon / Q1444234